# Cambarus aculabrum
Cambarus aculabrum là một loài tôm hùm đất hiếm gặp. Chúng có nguồn gốc từ Arkansas ở Hoa Kỳ, là một loài nguy cấp được liệt kê liên bang của Hoa Kỳ.